# Alcanar

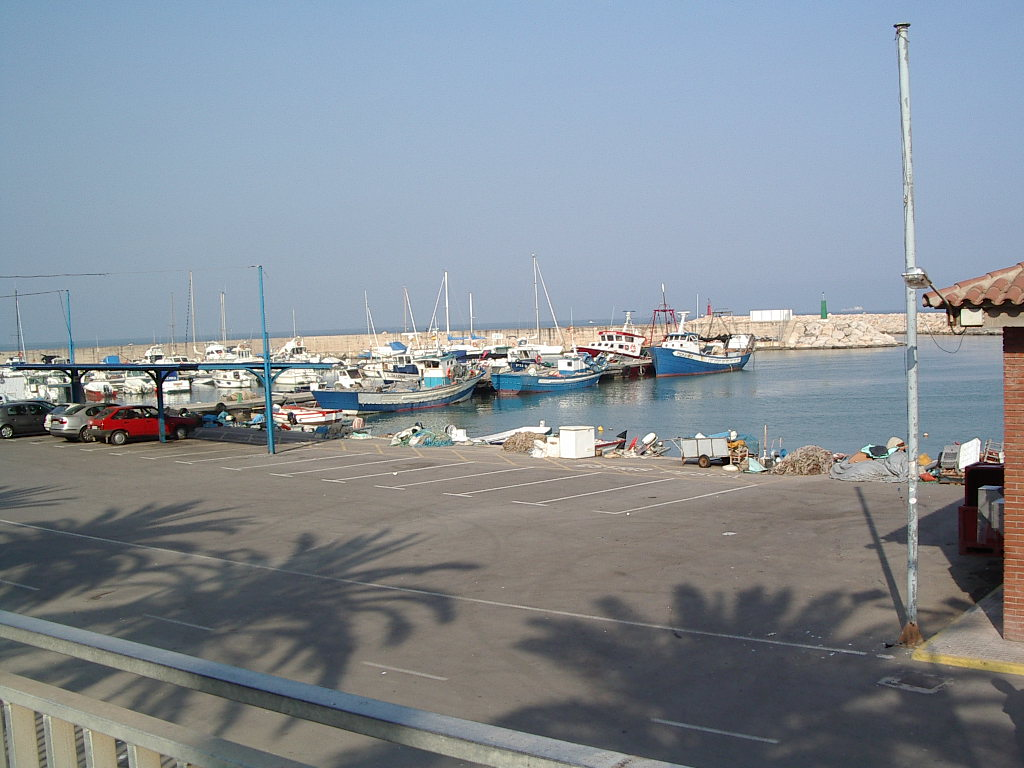
Puerto de Las Casas de Alcanar

Alcanar es un municipio de Cataluña, España, que pertenece a la provincia de Tarragona, en la comarca del Montsiá. Según datos del año 2017, su población era de 9393 habitantes. Es el municipio más meridional de Cataluña, situado en el límite con la Comunidad Valenciana. Incluye el antiguo pueblo de pescadores de Las Casas de Alcanar, así como los 3 núcelos de población, Alcanar, La Selleta y Alcanar Playa. El nombre de Alcanar proviene probablemente del latín canabae, que eran asentamientos civiles surgidos al abrigo de establecimientos militares permanentes o estacionales.

## Geografía
Alcanar es un municipio situado en la comarca del Montsiá, a 107 kilómetros de la capital provincial. El territorio del municipio, con una extensión de 47,07 km², abarca una significativa franja costera de la comarca, ubicada entre San Carlos de la Rápita y el río Cenia, y se extiende desde la Sierra del Montsiá hasta el mar Mediterráneo. 
La Sierra del Montsiá es una prominente unidad de relieve en el municipio, marcando su límite occidental. Se inicia en la Foradada, punto de encuentro de los términos municipales de Ulldecona, Freginals, San Carlos de la Rápita y Alcanar, y continúa por la Torreta de Montsiá y Mola Cima, alcanzando su punto más alto en los 764 metros. Desde allí, se extiende hasta la Roca Roja (558 metros), donde emergen dos pequeñas cadenas montañosas: la serra de Sant Jaume y la Serreta de l'Avena. Al sur y al este de la sierra, el terreno es principalmente llano, descendiendo hacia la costa mediterránea.
La altitud en el municipio varía entre los 764 metros en la Sierra del Montsiá y el nivel del mar. El pueblo de Alcanar se encuentra a 75 metros sobre el nivel del mar. En su límite con las tierras de Vinaroz, el río Cenia desciende hasta desembocar en el mar.
El municipio está atravesado por la carretera nacional N-340, entre los pK 1059 y 1070, así como por varias carreteras locales que conectan con Ulldecona (TP-3318), la carretera N-340 (TP-3316) y el municipio de Vinaroz (TV-3321). Esta red vial facilita la comunicación tanto dentro del propio municipio como con las localidades vecinas, favoreciendo el desarrollo económico y social de la zona.
| Noroeste: Ulldecona y Freginals | Norte: San Carlos de la Rápita | Noreste: Mar Mediterráneo |
| Oeste: Ulldecona                |                                | Este: Mar Mediterráneo    |
| Suroeste: Vinaroz (Castellón)   | Sur: Vinaroz (Castellón)       | Sureste: Mar Mediterráneo |

## Historia

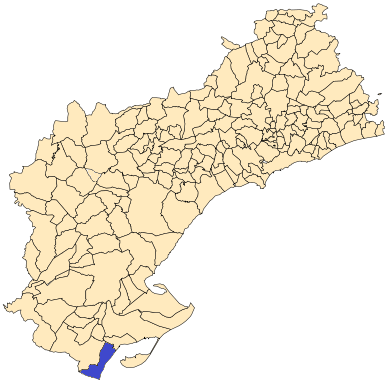
Situación de Alcanar en la provincia de Tarragona

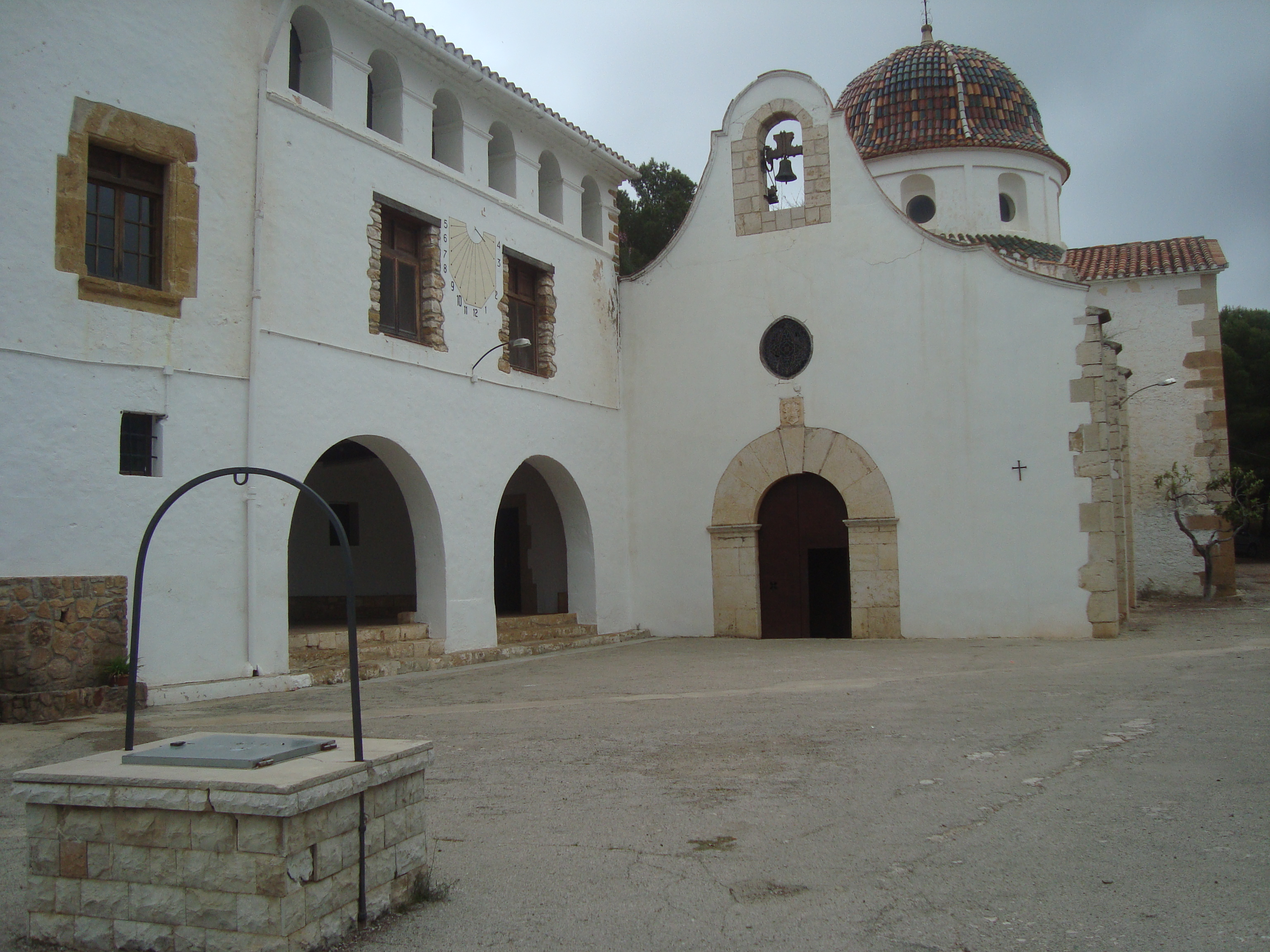
Ermita de la Virgen del Remedio

Hasta el siglo XV, Alcanar no obtuvo la categoría de villa, a pesar de estar poblado desde tiempos antiguos. En 1148, formaba parte de la villa de Ulldecona y recibía el nombre de "lo Canar", origen del gentilicio de sus habitantes. 
La carta de población le fue otorgada en febrero de 1239, pero debido a la falta de estabilidad en el asentamiento, se concedió una nueva carta en 1252, que se considera como la fecha oficial de la fundación del municipio. Para protegerse de los ataques de piratas sarracenos, se construyó una torre de vigía en el siglo XIV, y posteriormente la ciudad fue fortificada y amurallada. En 1380, Alcanar ya contaba con 30 familias y en 1449 se independizó de Ulldecona.
Durante la guerra contra Juan II, las tropas del rey ocuparon la ciudad e incendiaron la villa. Durante el reinado de Felipe II, en el siglo XVI, se construyeron diversas torres de defensa para enfrentar los ataques de piratas turcos, lo que llevó a la fortificación nuevamente de Alcanar.
Durante la sublevación de Cataluña, Alcanar se mantuvo leal al rey de Castilla, lo que provocó la ocupación de la ciudad por tropas catalanas. Durante la Guerra de la Independencia española, la ciudad fue ocupada nuevamente.
En 1835, durante la primera guerra carlista, Alcanar fue asediada y tomada por las tropas carlistas, quienes se establecieron en la villa durante un tiempo, saqueándola en el proceso. Estos eventos históricos reflejan la importancia y la relevancia de Alcanar a lo largo de los siglos en la región.

### El accidente de Los Alfaques
En 1978, una trágica explosión ocurrió en el camping de Los Alfaques cuando un camión cisterna que transportaba propileno líquido estalló, provocando el fallecimiento de 248 personas y dejando a más de 300 heridos. Este devastador suceso conmocionó a la comunidad y a toda la región, siendo recordado como uno de los peores accidentes en la historia de España.

### Explosión de una vivienda en 2017 y atentado en Barcelona
El miércoles 16 de agosto de 2017, a las 23:50 horas, se produjo una explosión en una vivienda ocupada en la urbanización Montecarlo de Alcanar Platja. Se descubrió que la vivienda estaba siendo utilizada para la elaboración de artefactos explosivos y se encontraba relacionada con el atentado yihadista que tuvo lugar al día siguiente en Barcelona.

## Geografía humana

### Demografía
Cuenta con una población de 9943 habitantes (INE 2024).
| Gráfica de evolución demográfica de Alcanar entre 1842 y 2021                                                         |
| |
| Población de derecho según los censos de población del INE. Población de hecho según los censos de población del INE. |

Alcanar se divide en cuatro entidades singulares de población, incluyendo el pueblo de pescadores de Las Casas de Alcanar. Estos cuatro entidades de población son:
| Entidad de población | Población (2016) |
| -------------------- | ---------------- |
| Alcanar              | 7141 hab.        |
| Alcanar-Playa        | 1062 hab.        |
| Las Casas de Alcanar | 1269 hab.        |
| La Selleta           | 22 hab.          |

### Economía

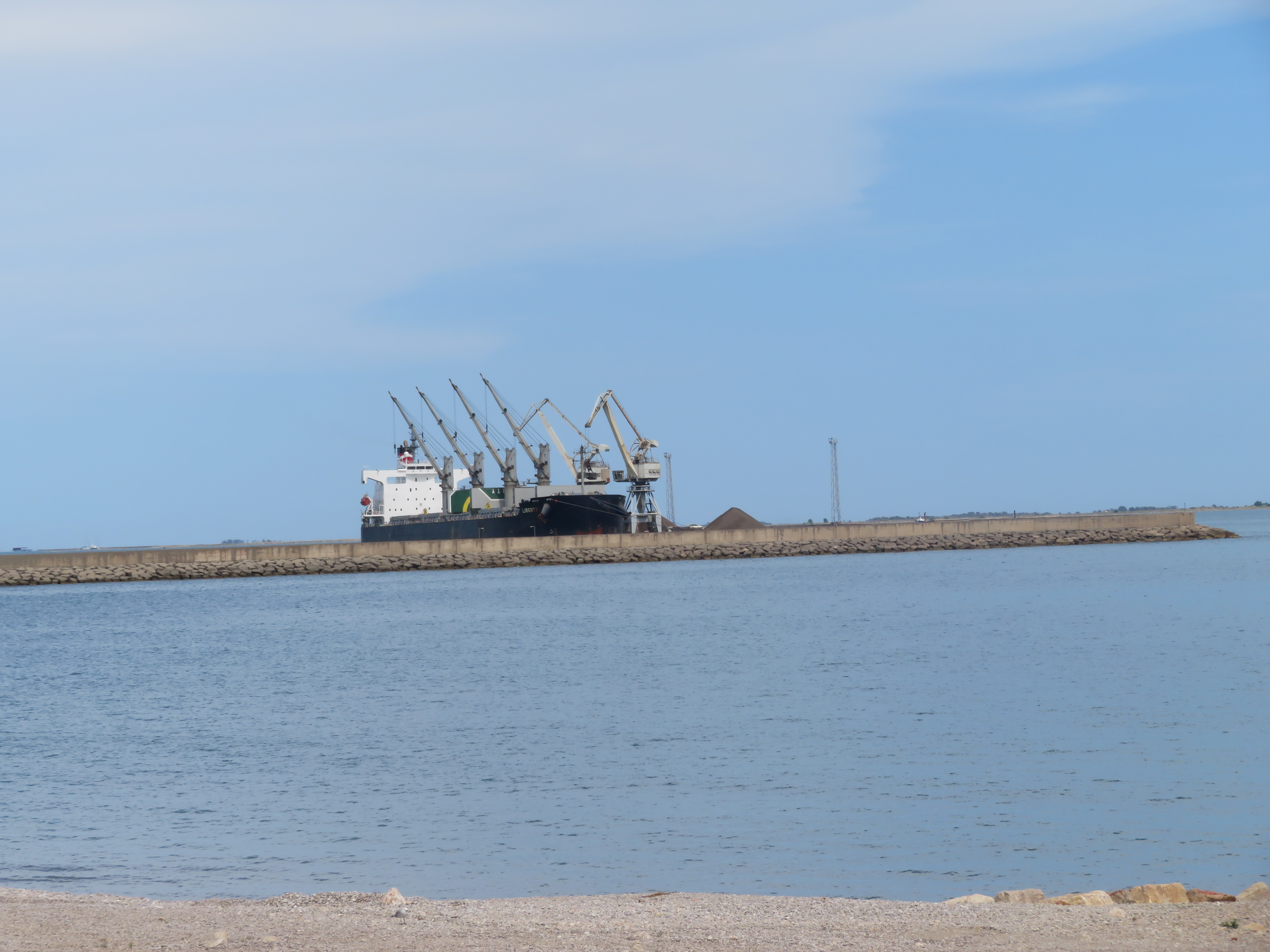
Puerto industrial de Alcanar

El turismo y las segundas residencias son un factor destacado en la economía de Alcanar. En la zona de Alcanar Playa se han construido numerosas urbanizaciones que hacen aumentar el número de habitantes durante los meses de veraneo. Una de las residencias más antiguas es la conocida como Clos de Codorniu en la que había veraneado el rey Alfonso XIII. Dispone además de diversos hoteles y campings y otras instalaciones destinadas a atender al turismo.
La actividad agrícola sigue desarrollándose en la zona norte del municipio, la más alejada a la costa, destacando los cultivos de naranjas y clementinas. La pesca sigue siendo importante en Las Casas de Alcanar, sobre todo la dedicada a la captura de langostinos.
Aunque no tiene un polígono industrial definido y que ha dado a mucha controversia, dispone de una fábrica de cemento muy importante, y que da empleo a mucha gente de la población.

## Administración y política
| Periodo   | Nombre                                                               | Partido |
| --------- | -------------------------------------------------------------------- | ------- |
| 1979-1983 | Xavier Ulldemolins Reverter                                          | PSC     |
| 1983-1987 | Xavier Ulldemolins Reverter                                          | PSC     |
| 1987-1991 | Joan Baptista Beltrán Queralt                                        | EUiA    |
| 1991-1995 | Xavier Ulldemolins Reverter                                          | PSC     |
| 1995-1999 | Xavier Ulldemolins Reverter                                          | PSC     |
| 1999-2003 | Joan Baptista Beltran Queralt                                        | EUiA    |
| 2003-2007 | Ricard Bort Fibla (2003-2006) Alfons Montserrat Esteller (2006-2007) | PSC ERC |
| 2007-2011 | Alfons Montserrat Esteller                                           | ERC     |
| 2011-2015 | Alfons Montserrat Esteller                                           | ERC     |
| 2015-2019 | Alfons Montserrat Esteller                                           | ERC     |
| 2019-2023 | Joan Roig Castell                                                    | ERC     |

|                                           |                                                     |                  |                        |       |        |            |            |
| Elecciones municipales de 2019 en Alcanar |                                                     |                  |                        |       |        |            |            |
| Partido político                          | Partido político                                    | Partido político | Candidato              | Votos | Votos  | Concejales | Concejales |
|                                           | Esquerra Republicana de Catalunya                   | ERC              | Joan Roig Castell      | 2.451 | 54,65% | 8          | 1          |
|                                           | Candidatura d'Unitat Popular                        | CUP              | Javier Queralt Queralt | 548   | 12,22% | 2          | 1          |
|                                           | Junts per Alcanar, Les Cases i Alcanar Platja       | JUNTS            | Ivan Romeu i Hierro    | 484   | 10,79% | 1          | 1          |
|                                           | Desperta't-Federación de Independientes de Cataluña | D't-FIC          | Antonio Castro Ruiz    | 359   | 8,00%  | 1          | 1          |
|                                           | Partit dels Socialistes de Catalunya                | PSC              | Neus Sancho Sanz       | 355   | 7,92%  | 1          | 1          |
|                                           | Partido Popular Catalán                             | PPC              | Sandra Boix Salom      | 232   | 5,17%  | 0          | 1          |
| Votos en blanco                           | Votos en blanco                                     | Votos en blanco  | Votos en blanco        | 56    | 1,25%  |            |            |
| Votos nulos                               | Votos nulos                                         | Votos nulos      | Votos nulos            | 53    | 1,17%  |            |            |
| Total                                     | Total                                               | Total            | Total                  | 4538  | 68,65% | 13         | 13         |

## Cultura
La iglesia parroquial de Alcanar está dedicada a san Miguel Arcángel. Es de estilo renacentista de nave única con capillas laterales. En origen constaba de cuatro tramos con un ábside semicircular que desapareció en unas reformas realizadas en el siglo XIX. Fue entonces ampliada con un crucero, cimborrio y un presbiterio. Las medidas actuales son de 19 metros de ancho con una altura total de 16 metros. 
La puerta de acceso es de arco de medio punto y está enmarcada por dos columnas. En la parte superior se encuentran tres hornacinas que están enmarcadas por un frontón triangular. El campanario es de base cuadrada y tiene ventanales en cada uno de sus lados.
En las afueras del pueblo se encuentra un santuario dedicado a la Mare de Déu del Remei. Fue construido a finales del siglo XVI y principios del XVII en estilo gótico. En el siglo XVIII se le agregó el campanario y se amplió el interior, añadiéndole un crucero y la cúpula. A su lado se encuentra el edificio de la antigua hospedería en el que se conserva un mosaico que representa la batalla de Lepanto. Formaba parte del suelo de la capilla hasta que fue retirado a principios del siglo XIX, por lo que se encuentra muy deteriorado.
La imagen que se venera en el santuario es una pequeña talla de unos 60 centímetros de alto del siglo XVIII. El interior del templo está decorado con una serie de pinturas realizadas en 1920. Los antiguos retablos y parte de la decoración fueron destruidos en 1936.
A lo largo de la costa pueden verse las torres de defensa construidas entre 1530 y 1630 para defenderse de la piratería. Son todas de planta cuadrada, con puerta con dovela, planta baja y bóveda. La mayoría de ellas han sido reformadas y se utilizan como casa de campo o residencia de veraneo.

## Monumentos y lugares de interés
- Convento de los Josepets